# Élections législatives françaises de novembre 1946 en Guinée
Les élections à l'assemblée nationale française ont eu lieu en Guinée le 10 novembre 1946, dans le cadre des élections françaises plus larges. Le territoire a élu deux membres à l'Assemblée. L'Union socialiste et progressiste et le Parti socialiste ont remporté un siège chacun, occupés respectivement par Yacine Diallo et Mamba Sano.

## Résultats
| Faire la fête                            | Faire la fête                            | Votes   | %      | Sièges |
| ---------------------------------------- | ---------------------------------------- | ------- | ------ | ------ |
|                                          | Union socialiste et progressiste         | 60 516  | 63,35  | 1      |
|                                          | Parti socialiste de Guinée               | 30 993  | 32,45  | 1      |
|                                          | Union Démocratique Africaine             | 3 421   | 3.58   | 0      |
|                                          | Parti républicain de la gauche           | 591     | 0,62   | 0      |
| Total                                    | Total                                    | 95 521  | 100,00 | 2      |
|                                          |                                          |         |        |        |
| Votes valides                            | Votes valides                            | 95 521  | 99,40  |        |
| Votes invalides/blancs                   | Votes invalides/blancs                   | 581     | 0,60   |        |
| Nombre total de votes                    | Nombre total de votes                    | 96 102  | 100,00 |        |
| Électeurs inscrits/taux de participation | Électeurs inscrits/taux de participation | 131 309 | 73.19  |        |
| Source : De Benoist                      |                                          |         |        |        |